# Clayton (Georgia)
Clayton es un pueblo ubicado en el condado de Rabun en el estado estadounidense de Georgia. En el censo de 2000, su población era de 2.019.

## Demografía
En el 2000 la renta per cápita promedia del hogar era de $26,600, y el ingreso promedio para una familia era de $36,164. El ingreso per cápita para la localidad era de $15,977. Los hombres tenían un ingreso per cápita de $25,823 contra $18,304 para las mujeres.

## Geografía
Clayton se encuentra ubicado en las coordenadas 34°52′40″N 83°24′6″O / 34.87778, -83.40167 (32.160932, -81.908674).
Según la Oficina del Censo, la localidad tiene un área total de 8 km² (3,1 mi²), de la cual 8 km² (3,1 mi²) es tierra y 0 km² (0 mi²) (0.00%) es agua.